# Académie des sciences, des lettres et des arts d'Amiens
Pour les articles homonymes, voir Académie d'Amiens.
L’Académie des sciences, des lettres et des arts d'Amiens est une société savante française fondée en février 1746 à Amiens.

## Histoire

### Avant l'académie
Depuis 1388, au moins, il existait à Amiens, la Confrérie du Puy Notre-Dame qui organisait des concours de peinture et de poésie en dévotion à la Vierge. Le rôle de la confrérie déclina à partir de la fin du XVIIe siècle, elle cessa pratiquement ses activités en 1729. 
Pour pallier le vide ainsi créé, un collectionneur numismate et historien à ses heures, Jean Vaquette de Cardonnoy réunit chez lui, à partir de 1700, une Société des gens de Lettres qui s'unit au Cabinet des Lettres créé en 1702 par le R. P. de Ponssemothe de l'Étoile, abbé de Saint-Acheul. Les activités intellectuelles se trouvaient désormais totalement sécularisées.

### Naissance de l'académie
L’Académie des sciences, belles-lettres et arts d’Amiens, existant, depuis février 1746, sous le nom de Société littéraire, obtint, en 1750, ses lettres patentes si longtemps sollicitées par elle et son titre d’Académie du roi, sous l’influence de l’intendant Chauvelin, du duc de Chaulnes, gouverneur d’Amiens et du poète Jean-Baptiste Gresset.

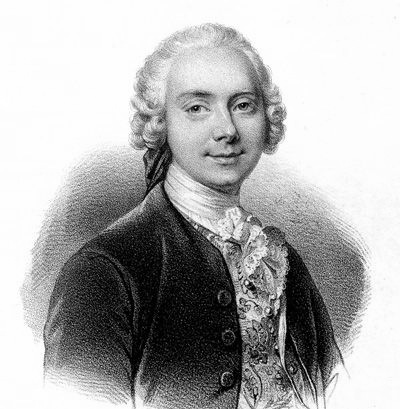
Jean-Baptiste Gresset, membre fondateur de l’Académie d’Amiens.

L'Académie était, à l’origine, composée de 16 membres : Petyst, écuyer, secrétaire du roi et son avocat au bailliage, maire d’Amiens en 1767-68, 1769, 1770 et 1771 ; Dhangest, chanoine et théologal de la cathédrale ; Tribert, inspecteur des manufactures ; Houzé de Cavillon, receveur des tailles ; Boistel D’Welles, trésorier de France ; Doderel, Président de l’Élection d’Amiens ; Desachy de Carouges, directeur de la Société en 1748, démissionnaire en février 1750, fut plus tard maire d’Amiens en 1760 et 1761 ; Duquef, prêtre chapelain de la cathédrale ; Lendormy, curé de la paroisse de Saint-Jacques ; Desmery, docteur en médecine ; Damyens l’aîné ; De Bacq, avocat au Parlement ; Bernard, avocat au Parlement ; Lecouvreur, avocat au Parlement ; Baron, avocat au Parlement ; Du Rosy, qui n’a pas signé les statuts le 8 mars 1746 et s’est retiré de la Société. II a été remplacé par Boistel, avocat au Parlement, nommé le 21-28 mars 1746.
Ces seize membres n’eurent de collègues nouveaux dans la Société littéraire qu’en 1749, année où Gresset, natif d’Amiens, fit son entrée. Ayant alors quarante ans, l’auteur de Vert-Vert (1733), alors détaché des liens qui l’avaient retenu à Tours et à La Flèche, était venu se fixer, en 1735, à Paris, où il s'essaya au théâtre, donnant avec succès, en 1746, le Méchant. Ayant été reçu à l’Académie française en 1748, il était donc dans tout l’éclat de sa gloire.
Revenant à Amiens pour y résider, il représentait, auprès du duc de Chaulnes, auprès du ministre et même du roi, une influence considérable qui ne pouvait être négligée. La Société littéraire le comprit et proposa, dans sa séance extraordinaire du 4 octobre 1749, de lui offrir une place dans la Société. Le 8 octobre, Gresset présidait, à côté du Directeur, à une assemblée extraordinaire de la Société où il proposait la rédaction des statuts pour les présenter au duc de Chaulnes, Protecteur de la Société littéraire, afin d’obtenir des lettres patentes.
Gresset paraît avoir eu pour but, dans les séances extraordinaires du mois d’octobre 1749, en modifiant les statuts, de les rapprocher davantage de l’idéal académique, surtout sous le rapport du nombre des membres résidents ou titulaires, et des membres honoraires. Il fallait pour ceux-ci des hommes très connus et jouissant d’une véritable célébrité. C’est ce qui explique les choix qui ont été faits. Ainsi, Gresset, président (perpétuel, ajoute le secrétaire), proposa pour associés étrangers Montesquieu, de l’Académie française, et l’abbé de Guasco, de l’Académie de Cortone, de celle de Berlin et de l’Académie des inscriptions et belles-lettres, à la Compagnie qui procéda à leur élection.
Enfin, la Société obtint, le 30 juin 1750, les Lettres patentes tant convoitées qui, données à Compiègne, devaient lui conférer le statut d’Académie :

« Louis par la grâce de Dieu roi de France et de Navarre à tous présents et à venir, salut. Nous avons été informé que depuis quelques années il s’est formé dans notre Ville d’Amiens une Société de gens de Lettres dont l’objet est de se perfectionner dans les Sciences, dans les Belles-Lettres et dans les Arts et que, quelque étendu que puisse paraître ce projet, elle est dès à présent très en état de le remplir avec les lumières et les talents de ceux qui la composent ; plusieurs assemblées qui se sont déjà tenues en out fait connaître l’utilité, et le public instruit des observations et mémoires en différents genres qui y ont été présentés attend avec impatience plusieurs ouvrages importants commencés sur la Chimie, la Botanique, l’histoire naturelle, l’histoire ancienne, et surtout l’histoire de France et celle de la Picardie. Le désir que nous avons toujours eu de contribuer aux progrés des Sciences, des Belles-Lettres et des Arts nous avait engagé précédemment à autoriser les assemblées des associés sous le titre de Société Littéraire, et les progrès qu’ils ont faits, joints à la gloire et aux avantages qui en résultent pour notre État, nous déterminent à donner des fondements solides à cet établissement, et à seconder dans cette occasion le zèle que les Conseillers, Maire et Échevins de notre dite ville ont marqué pour cette société naissante par l’établissement d’un prix annuel qu’ils ont fixé sur les revenus patrimoniaux de la dite ville A ces causes, voulant favoriser l’empressement que nous ont marqué les magistrats de notre dite ville d’Amiens, et augmenter l’émulation des amateurs des Sciences, Lettres et Beaux-Arts, Nous avons de notre grâce spéciale, pleine puissance et autorité royale, permis, approuvé et autorisé et par ces présentes permettons, approuvons et autorisons les dites assemblées et conférences, voulons qu’elles soient faites dans notre ville d’Amiens sous le titre d’Académie de Sciences, Belles-Lettres et Arts, que nous mettons sous la protection particulière de notre très cher et bien aimé cousin Michel-Ferdinand d’Albert d’Ailly, Duc de Chaulnes, Pair de France, Vidame d’Amiens, Lieutenant général de nos armées, Lieutenant de la compagnie des chevaux légers de notre garde ordinaire, gouverneur de la ville et citadelle d’Amiens, de la ville de Corbie, Lieutenant général de notre Province de Bretagne au Comté Nantois et l’un des honoraires de l’Académie des sciences. Voulons aussi que le nombre des sujets qui la composeront soit fixé et limité à 30 Académiciens résidant dans notre Province de Picardie, à 16 Académiciens étrangers honoraires non compris les sieurs évêque et intendant de la Province, que nous avons nommés en la dite qualité d’Académiciens Province, que nous avons nommés en la dite qualité d’Académiciens honoraires.
Donné à Compiègne, au mois de juin l’an de grâce 1750 et de Notre règne le 35e »

## Fonctionnement
L'Académie des sciences, des lettres et des arts d'Amiens est composée de 36 membres statutaires, de membres associés correspondants et de membres honoraires. Elle organise une séance privée par mois et une séance publique par an au mois de janvier. 
Lorsqu'un nouvel académicien fait son entrée à l'Académie, il doit prononcer un discours de remerciement qui donne lieu à une séance publique. 

### Membres honoraires
- Jean-Pierre His, ingénieur et sculpteur
- Mathieu Pinette, conservateur en chef du patrimoine

### Membres titulaires
Liste des membres titulaires au 1er novembre 2023
- Claude Barre (1989), maître-verrier
- Olivier de Baynast (2008), ancien procureur général
- Xavier Boniface (2017), professeur d'histoire contemporaine, université de Picardie Jules Verne (UPJV).
- Bruno Bréart , archéologue
- Alain Carlier (2008), dermatologue
- Daniel Compère (2015),docteur es lettres, maître de conférence à Paris III Sorbonne Nouvelle
- Jean-Pierre Cordier (2016), professeur d'anglais et de cinéma, président de l'Association Maison de la culture d'Amiens (1986-1995)
- Samsonette Cosserat (1998), journaliste, secrétaire perpétuel de l'académie (2005 à 2023)
- Monique Crampon (2009), doyen honoraire de la faculté de lettres de l'UPJV
- Louise Dessaivre-Audelin (2013), directrice de la bibliothèque universitaire de l'UPJV
- Bernard Devauchelle (2014), chirurgien, professeur de médecine au C.H.U. d'Amiens
- Marie-Renée Diot, professeur émérite en langue et culture allemande à l'UPJV
- Jean-Paul Dupouy, professeur honoraire des universités
- Nicole Faille (2014), maître de conférence de médecine à l'UPJV
- Patrice Fardellone, Rhumatologue, professeur émérite des universités
- Henri Foulques (2017), chirurgien gynécologique, clinique Victore Pauchet à Amiens
- Jean-Baptiste de Francqueville, administrateur au Conseil économique et social de Paris, section environnement
- Violette Garnier (2018), directrice honoraire du conservatoire de musique d'Abbeville. Secrétaire perpétuel (2023)
- Stéphane Grodée (1998), marchand de tableaux
- Olivier Jardé (2021), chirurgien des hôpitaux en orthopédie-traumatologie
- Maurice Laude (1982), doyen honoraire de la faculté de médecine de l'UPJV
- Jean-Claude Marzec (2015), médecin gynécologue obstétricien.
- Emile Mériaux (2010), directeur honoraire de l'I.U.T. d'Amiens
- Michel Perrin (1995), professeur de langue et littérature latine à l'UPJV
- Paul Personne (2005), professeur émérite de biologie à l'UPJV. Ancien président de l'UPJV
- Bernard Phan (2014), professeur honoraire en Première supérieure au lycée Henri-IV de Paris
- Jean-Marie Wiscart (2014), maître de conférence honoraire  d'histoire contemporaine à l'UPJV
- Marie-Claude Zeisler-Décout (2014), inspectrice pédagogique régionale de lettres

## Actions de l'académie
Outre les séances privées et publiques, l'académie a organisé des colloques (sur Gresset, sur Parmentier et plus récemment sur les Masques) ainsi que pendant plusieurs années, des expositions annuelles de peinture et sculpture avec remise d'un grand prix. Elle a décerné pendant dix ans son grand prix musical annuel à un jeune instrumentiste méritant.
- Elle publie des "Mémoires" tous les deux ans.
- Ses collections et ses archives sont accessibles au public sur rendez-vous.

- L'Académie fait partie de la Conférence nationale des académies des sciences, lettres et arts.

## Membres célèbres
- Roger Agache
- Pierre Ansart
- Albéric de Calonne
- Pierre-Joseph Christophle
- André Crépin
- Charles Dallery
- Édouard David
- Jacques Delille
- Nicolas Desmarest
- André Marie Constant Duméril
- Jean-Baptiste Dupuis
- Georges Durand
- Adolphe Faucon
- Gédéon de Forceville
- Jean de Francqueville
- Numa Denis Fustel de Coulanges
- Édouard Gand
- René Goblet
- Jean-Baptiste Gresset
- Léon Lamotte
- Alexandre-Ferdinand Lapostolle
- Augustin-Joseph de Mailly
- Robert Mallet
- Marcel Jérôme Rigollot
- Jules Verne

## Source
- M. Leleu, Mémoires de l’Académie des sciences, des lettres et des arts d’Amiens, p. 133-187.